# JayJay Boske
JayJay Elsmar Boske (Utrecht, 6 januari 1986) is een Nederlandse televisiepresentator en voormalig rugbyspeler.

## Levensloop
Boske verhuisde op 18-jarige leeftijd naar Newcastle om als professioneel rugbyspeler aan de slag te gaan  bij de Newcastle Falcons. Eerder in Nederland speelde hij bij de Rugby Club Hilversum, waar hij onder andere met Schots international Tim Visser samen speelde. Na drie jaar raakte hij geblesseerd tijdens de County Cup Finale en stopte tijdelijk met rugby. Terug in Nederland hervatte hij twee jaar later zijn carrière bij de Rugby Club Hilversum, waarmee hij vijf keer landskampioen werd.
In dezelfde periode werd Boske actief voor de BNN University, waar hij radio leerde maken en korte interviews afnemen. Na vier jaar maakte hij de overstap naar Veronica, waar hij meerdere programma's presenteerde, zoals de programma's Brouwersch en De Fukkers. Hij nam in 2014, 2015 en 2019 deel aan het reisprogramma Roadtrippers, waarmee hij het samen met twee anderen opnam tegen het team StukTV wie in een bepaalde tijd al liftend de meeste kilometers kon afleggen. 
Boske maakte in 2015 de overstap naar RTL, waar hij het Wereldkampioenschap rugby en preproloog van Parijs-Dakar presenteerde. Verder werkte hij mee aan het programma Wie is de Sjaak?. In 2016 nam de oud-rugbyer deel aan het zeventiende seizoen van het RTL 5-programma Expeditie Robinson waar hij opviel door de vriendschap die hij sloot met Bertie Steur ("boerin Bertie") op het zogeheten afvallerseiland. In hetzelfde jaar was Boske deelnemer aan de webserie Het Jachtseizoen van StukTV. Vanaf 2017 presenteert hij Sterkste Man wedstrijden, onder andere de Sterkste Man van Nederland, in opvolging van Dennis van der Geest. In 2017 was hij te zien in het RTL 4-programma Een goed stel hersens. Boske ging in januari 2018 op pad met RTL voor de Dakar-rally. Hij presenteerde samen met Allard Kalff voor RTL 7 de 40ste editie van deze zware rally. 
Naast zijn televisieactiviteiten is Boske actief op YouTube. Zijn eigen kanaal heet Day 1. Hij plaatst regelmatig video's waarin hij met een bekend persoon dieper ingaat op zijn of haar specialisme. Daarnaast presenteerde hij van 2017 tot 2019 Concentrate Bold, een YouTube-kanaal waarmee RTL mannelijke kijkers aan zich probeert te binden.
Van eind 2017 tot november 2018 verzorgde Boske in samenwerking met Bizzey en Pearl het management van artieste Famke Louise, aan het einde van haar gelijknamige documentaire maakte Famke Louise bekend dat ze met de samenwerking ging stoppen.
In 2021 was Boske een van de acht terugkerende oud-deelnemers van het 21e seizoen van het RTL 4-programma Expeditie Robinson, hij viel als 22e af en eindigde daarmee op de vijfde plaats. Boske was eerder te zien in het zeventiende seizoen van het programma.
In de zomer van 2023 presenteerde Boske samen met Moïse Trustfull het amusementsprogramma Bergafwaarts.

### Privé
Boske heeft een relatie en heeft met zijn vriendin één dochter.

## Televisie
| Jaar                  | Productie        | Opmerkingen |
| --------------------- | ---------------- | ----------- |
| 2012                  | De Fukkers       | 1 seizoen   |
| 2014                  | Brouwersch       | 1 seizoen   |
| 2014-2015, 2019, 2022 | Roadtrippers     | 4 seizoenen |
| 2015                  | Wie is de Sjaak? | 1 seizoen   |
| 2018, 2020            | The spike room   | 2 seizoenen |
| 2023                  | Bergafwaarts     | 1 seizoen   |

| Jaar | Productie                                 | Opmerkingen                                                                 |
| ---- | ----------------------------------------- | --------------------------------------------------------------------------- |
| 2016 | Expeditie Robinson                        | Deelnemer aan het zeventiende seizoen                                       |
| 2017 | Het Jachtseizoen                          | Wist 2 uur uit de handen van StukTV te blijven                              |
| 2017 | Een goed stel hersens                     | Vormde een team met Bertie Steur                                            |
| 2017 | Alles mag op zondag                       | Team Gordon samen met Kraantje Pappie                                       |
| 2018 | De slechtste chauffeur van Nederland VIPS | Vaste bijrijder van deelneemster Bobbie Bodt                                |
| 2018 | Famke Louise                              | Speelde als toenmalige manager een belangrijke rol in de documentaire-serie |
| 2019 | De Kluis                                  | Won samen met Don Plevier en Milan Knol met 36 goudstaven                   |
| 2020 | JL-Cars                                   | Deelnemer in eerste seizoen.                                                |
| 2021 | Expeditie Robinson                        | Deelnemer aan het 21e seizoen                                               |
| 2023 | De Verraders                              | Kandidaat, als getrouwe maar later als verrader                             |
| 2024 | Het Jachtseizoen: Most Wanted             | Samen met Bizzey                                                            |